# Русское бюро ЦК РСДРП
Русское бюро ЦК РСДРП — общепартийный орган РСДРП состоявший из членов ЦК в 1903—1917, осуществлявший непосредственно в России руководство практической работой местных партийных организаций, занимавшийся устройством подпольных типографий, изданием нелегальной литературы. Образовано после 2-го съезда РСДРП (1903) в Киеве, в 1904 находилось в Москве, с 1905 — в Петербурге.
В первый состав Бюро входили Г. М. Кржижановский, В. А. Носков, кооптировавшие Ф. В. Гусарова, Р. С. Землячку, Л. Б. Красина, М. М. Эссен. В дальнейшем в разное время членами Р. б. были А. А. Богданов, Ф. И. Голощёкин, И. Ф. Дубровинский, К. С. Еремеев, П. А. Залуцкий, М. И. Калинин, В. М. Молотов, М. К. Муранов, В. П. Ногин, Г. К. Орджоникидзе, Г. И. Петровский, Д. С. Постоловский, Я. М. Свердлов, С. С. Спандарян, И. В. Сталин, Е. Д. Стасова и др. В Р. б. были созданы организаторская, техническая, финансово — интендантская, военная группы и исполнительная комиссия, координирующая их деятельность. После приезда в ноябре 1905 в Россию В. И. Ленина, возглавлявшего Заграничную часть ЦК РСДРП, функции Р. б. перешли в ведение ЦК РСДРП. В годы реакции 1907—10 деятельность Р. б. возобновилась, но в связи с арестами многих его членов и саботажем входивших в его состав меньшевиков-ликвидаторов вскоре прекратилась. Избранный на 6-й (Пражской) Всероссийской конференции РСДРП (1912) ЦК партии вновь образовал Р. б., деятельностью которого руководил из эмиграции Ленин.
С началом 1 мировой войны 1914—18 члены Р. б. были арестованы и оно временно прекратило существование; восстановлено в 1915. Р. б. проделало значительную работу по сплочению большевиков вокруг ленинских лозунгов борьбы против империалистической войны. В его работе активное участие принимали члены Петербургского комитета РСДРП. В период Февральской революции 1917 Р. б. совместно с петроградскими большевиками руководило революционными выступлениями трудящихся. 27 февраля (12 марта) 1917 Р. б. издало манифест ЦК РСДРП «Ко всем гражданам России», возвестивший о свержении самодержавия и победе буржуазно-демократической революции. В марте 1917 Р. б. возглавило борьбу за уничтожение старых порядков и закрепление завоеваний революции. По его решению с 5(18) марта 1917 возобновилось издание газеты «Правда». Р. б. прекратило существование в апреле 1917 в связи с избранием на 7-й (Апрельской) Всероссийской конференции РСДРП(б) нового ЦК, легально действовавшего в России.

## Состав
В состав Русского бюро ЦК РСДРП в разное время входили:
- Кржижановский, Глеб Максимилианович
- Носков, Владимир Александрович
- Гусаров, Фёдор Васильевич
- Землячка, Розалия Самойловна
- Красин, Леонид Борисович
- Богданов, Александр Александрович
- Голощёкин, Филипп Исаевич
- Дубровинский, Иосиф Фёдорович
- Эссен, Эдуард Эдуардович
- Еремеев, Константин Степанович
- Карпов, Лев Яковлевич
- Залуцкий, Пётр Антонович
- Крохмаль, Виктор Николаевич
- Розаль, Виктор Николаевич
- Гальберштадт, Розалия Самсоновна
- Постоловский, Дмитрий Симонович
- Рыков, Алексей Иванович
- Румянцев, Пётр Петрович
- Гольденберг, Иосиф Петрович
- Лейтейзен, Гавриил Давидович
- Ногин, Виктор Павлович
- Рожков, Николай Александрович
- Жордания, Ной Николаевич
- Рамишвили, Ной Виссарионович
- Айзенштадт, Ида Львовна
- Орджоникидзе, Григорий Константинович
- Спандарян, Сурен Спандарович
- Сталин, Иосиф Виссарионович
- Стасова, Елена Дмитриевна
- Свердлов, Яков Михайлович
- Петровский, Григорий Иванович
- Шотман, Александр Васильевич
- Бадаев, Алексей Егорович
- Киселёв, Алексей Семёнович
- Ленин, Владимир Ильич
- Залежский Владимир Николаевич
- Фокин, Игнат Иванович
- Осипов, Геннадий Алексеевич
- Шляпников, Александр Гаврилович
- Дунаев, Евлампий Александрович
- Молотов, Вячеслав Михайлович
- Шведчиков, Константин Матвеевич
- Калинин, Михаил Иванович
- Шутко, Кирилл Иванович
- Хахарев, Михаил Иванович
- Ольминский, Михаил Степанович
- Ульянова, Мария Ильинична
- Елизарова-Ульянова, Анна Ильинична
- Бокий, Глеб Иванович
- Муранов, Матвей Константинович
- Стучка, Пётр Иванович